# Trattato di Vienna (1731)
Il (secondo) trattato di Vienna (1731) venne sottoscritto il 16 marzo 1731 da Philipp Ludwig Wenzel von Sinzendorf, Gundakar Thomas von Starhemberg e Philip Stanhope.
Il trattato segnò la fine dell'alleanza anglo-francese (1727-1731), l'inizio dell'alleanza anglo-austriaca e la nascita della leggendaria ostilità fra Inghilterra e Francia. La controfirma spagnola giunse il 22 luglio 1731.
Fra le altre cose, il trattato riconobbe Carlo di Borbone e Farnese quale Duca di Parma. Inoltre, l'imperatore Carlo VI accettò di cessare le attività della Compagnia di Ostenda, da lui fondata il 19 dicembre 1722 per permettere alle proprie province dei Paesi Bassi cattolici di partecipare ai commerci con le Indie, saltando l'intermediazione delle Province Unite.